# Modèle binomial
En finance, le modèle binomial (ou modèle CRR du nom de ses auteurs) fournit une méthode numérique pour l'évaluation des options. Il a été formalisé pour la première fois par Cox, Ross et Rubinstein (1979). Le modèle est un modèle discret pour la dynamique du sous-jacent. L'évaluation de  l'option est calculée par application de la probabilité risque-neutre pour laquelle les prix actualisés sont des martingales.

## Utilisation du modèle
La méthode binomiale, pour valoriser les options, est très largement utilisée car elle est capable de prendre en compte un nombre important de conditions pour lesquelles l’application d’autres modèles n’est pas aisée. Cela vient en grande partie du fait que la méthode binomiale  prend en compte les variations de l’actif sous-jacent (contrairement aux autres méthodes qui ne prennent en compte qu’un point fixe). Par exemple la méthode binomiale est utilisée pour les options américaines (celles-ci peuvent être exercées à tout moment) et les options Bermudiennes (celles-ci peuvent être exercées à différents moments). Elle peut aussi l'être pour les SPAC. La méthode binomiale est de plus mathématiquement relativement simple et peut être facilement programmée en logiciel (ou éventuellement sur une feuille de calcul).
Bien que plus lente que la méthode de Black-Scholes, la méthode binomiale est considérée comme plus précise, particulièrement pour les options à long terme et les options sur titre versant des dividendes. C’est pourquoi il existe plusieurs versions du modèle binomial qui sont utilisées par les personnes travaillant sur le marché des options.
Pour les options comportant plusieurs sources d’incertitudes (par exemple les options réelles) ou pour les options complexes (par exemple les options asiatiques) l’application de la méthode binomiale en « arbre » présente des difficultés et n’est pas pratique. Dans ces cas-là il vaut mieux utiliser la Méthode de Monte-Carlo.

## Méthodologie
La méthode binomiale utilise un « cadre à temps discret » pour retracer l’évolution de l’actif sous-jacent, via  un arbre, pour un nombre donné de « pas » qui correspond au temps entre la date d’évaluation et celle de l’expiration de l’option.
Chaque nœud de l’arbre (intersection entre deux branches de l’arbre) est un prix possible du sous-jacent à un moment précis dans le temps. Cette évolution des prix constitue la base de l’évaluation des options.
Le processus d’évaluation est itératif. On part du nœud final de chaque branche et ensuite on « remonte » jusqu’au premier nœud (date d’évaluation), où le résultat du calcul est la valeur de l’option.
Cette méthode utilise donc le processus suivant :
1. création de l’arbre,
2. calcul de la valeur de l’option au nœud final de chaque branche,
3. calcul progressif de la valeur de l’option à partir du nœud précédent, la valeur du premier nœud étant la valeur de l’option.

### Étape 1: Création de l’arbre.
La création de l’arbre de prix s’effectue en partant de la date à laquelle on veut valoriser l’option et ce jusqu’à la date d’expiration de l’option.
À chaque étape, on accepte que le sous-jacent augmente (up) ou diminue (down) en fonction d’un facteur spécifique ({\displaystyle u} ou {\displaystyle d}) et ce pour toutes les étapes. (Par définition,{\displaystyle u\geq 1} et {\displaystyle 0<d\leq 1}). Par conséquent, si {\displaystyle S} est le prix actuel, alors le prix de la période suivante sera {\displaystyle S_{up}=S\cdot u} ou {\displaystyle S_{down}=S\cdot d}.
Les facteurs utilisés pour évaluer l’augmentation ou la diminution du sous-jacent sont calculés en prenant en compte la volatilité {\displaystyle \sigma } du sous-jacent, la durée de chaque étape mesurée en année {\displaystyle t} (selon la convention du nombre de jours du sous-jacent). En partant du principe que la variance du logS est {\displaystyle \sigma ^{2}t}, on obtient : 
{\displaystyle u=e^{\sigma {\sqrt {t}}}}
{\displaystyle d=e^{-\sigma {\sqrt {t}}}={\frac {1}{u}}.}
La méthode utilisée ici pour la création de l’arbre est la méthode de Cox, Ross, et Rubinstein (CRR). Il existe cependant d’autres méthodes, comme celle des « probabilités égales ».
La méthode CRR assure le fait que l’arbre est recombinant, c'est-à-dire que si les mouvements du sous-jacent sont d’abord une augmentation puis une diminution, le prix sera le même que si les mouvements suivis avaient été d’abord une diminution puis une augmentation. Dans ce cas là, les deux branches fusionnent et se recombinent. Cette propriété réduit donc le nombre de nœuds de l’arbre et par conséquent accélère le calcul du prix de l’option.
Cette propriété permet également de calculer la valeur de l’actif sous-jacent à chaque nœud directement par des formules, sans passer par la création d’un arbre. La valeur d’un nœud est donc :
{\displaystyle S_{n}=S_{0}\times u^{N_{u}-N_{d}}}
Où
{\displaystyle N_{u}} : nombre de ticks vers le haut
{\displaystyle N_{d}} : nombre de ticks vers le bas

### Étape 2: Trouver la valeur de l’option à chaque nœud final
À chaque dernier nœud d’une branche de l’arbre de probabilité, la valeur de l’option est sa valeur intrinsèque.
Max [ (S – K), 0 ], pour un call,
Max [ (K – S), 0 ], pour un put,
où K est le strike et S est le spot du sous-jacent.

### Étape 3: Trouver la valeur de l’option sur les nœuds antérieurs.
Une fois que l’on a réalisé l’étape précédente, la valeur de l’option pour chaque nœud est trouvée en utilisant la valeur du nœud précédent, en remontant vers le premier nœud de l’arbre (qui est la valeur de l’option à la date à laquelle on veut la valoriser).
Pour résumer : la valeur binomiale est trouvée à chaque nœud en utilisant la supposition de neutralité face au risque (voir : risque neutral valuation).
Les étapes sont les suivantes :
1) En prenant en compte l’hypothèse de neutralité du risque, le prix, aujourd’hui, d’un instrument dérivé est égal à la valeur de ses bénéfices futurs actualisés en fonction du taux sans risque. Par conséquent, la valeur attendue est calculée en utilisant la valeur de l’option lors des deux derniers nœuds (appelés ici option up et option down, soit respectivement une hausse et une baisse) pondérés par leurs probabilités respectives. Soient p  la probabilité d’une variation à la hausse de la valeur du sous-jacent et (1-p) la probabilité d’une variation à la baisse. La valeur de l’option est ensuite actualisée avec r le taux sans risque correspondant à la durée de l’option.
La formule suivante est appliquée pour calculer l’espérance à chaque nœud.
Valeur Binomiale =  [p × Option up  + (1-p) × Option down] × exp (- r ×  Δt), ou
{\displaystyle C_{t-\Delta t,i}=e^{-r\Delta t}(pC_{t,i+1}+(1-p)C_{t,i-1})\,}
Où
{\displaystyle C_{t,i}\,} est la valeur de l'option pour le {\displaystyle i^{eme}\,} nœud au temps {\displaystyle {t}\,},
{\displaystyle p={\frac {e^{(r-q)\Delta t}-d}{u-d}}} est choisi en fonction de la loi binomiale qui simule le mouvement brownien géométrique de l’action sous-jacente avec les paramètres r et σ.
{\displaystyle q} est le rendement du dividende du sous-jacent correspondant à la durée de vie de l’option.
Attention, pour que p soit inférieur à 1, il faut que {\displaystyle \Delta t<{\frac {\sigma ^{2}}{(r-q)^{2}}}}
2) Ce résultat est la « valeur  binomiale ». Il représente le juste prix du dérivé à un point donné dans le temps (c’est-à-dire chaque nœud), étant donné l’évolution du prix du sous-jacent à ce point. C’est la valeur de l’option à ce point – opposée à la valeur d’exercice.
3) Selon le style de l’option, la possibilité d’un exercice anticipé de l’option à chaque nœud : si l’option peut être exercée et si la valeur d’exercice dépasse la valeur binomiale à ce nœud alors la valeur du nœud est la valeur d’exercice.
- Pour une option Européenne : il n’y a pas la possibilité d’exercer de manière anticipée et la valeur binomiale est  utilisée à chaque nœud.

- Pour une option Américaine : puisque l’option peut être conservée ou exercée avant l’échéance, la valeur de chaque nœud est Max (valeur binomiale, valeur d’exercice)

- Pour une option Bermudienne : la valeur à chaque nœud où l’exercice anticipé est autorisé est Max (valeur binomiale, valeur d’exercice) et dans les cas où l’exercice anticipé n’est pas autorisé, la valeur de l’option est la valeur binomiale.

### Implémentations
- (en) C
- (en) Fortran
- (fr) Javascript
- (en) Mathematica
- (en) S-Plus